# Ice Art Gallery
L'Ice Art Gallery è un museo, primo al mondo ad essere realizzato interamente in ghiaccio, si trova a Napoli.
Lo spazio museale nasce dalla collaborazione con l'Associazione Italiana Scultori di Ghiaccio e periodicamente cambia il tema delle esposizioni.
Per visitare il museo, che mantiene al suo interno una temperatura al di sotto dello zero, si prendono particolari precauzioni.